# 河内湖
河内湖（かわちこ）は、河内国北中部や摂津国南東部、現在の大阪府東部にあった湖である。現在は大阪平野の一部になっており、河内低地とも呼ばれる。

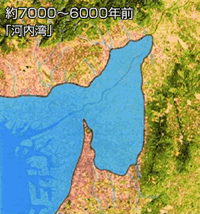
河内湾…約7000-6000年前

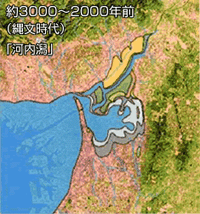
河内潟…約3000-2000年前

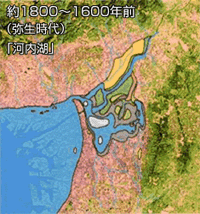
河内湖…約1800-1600年前

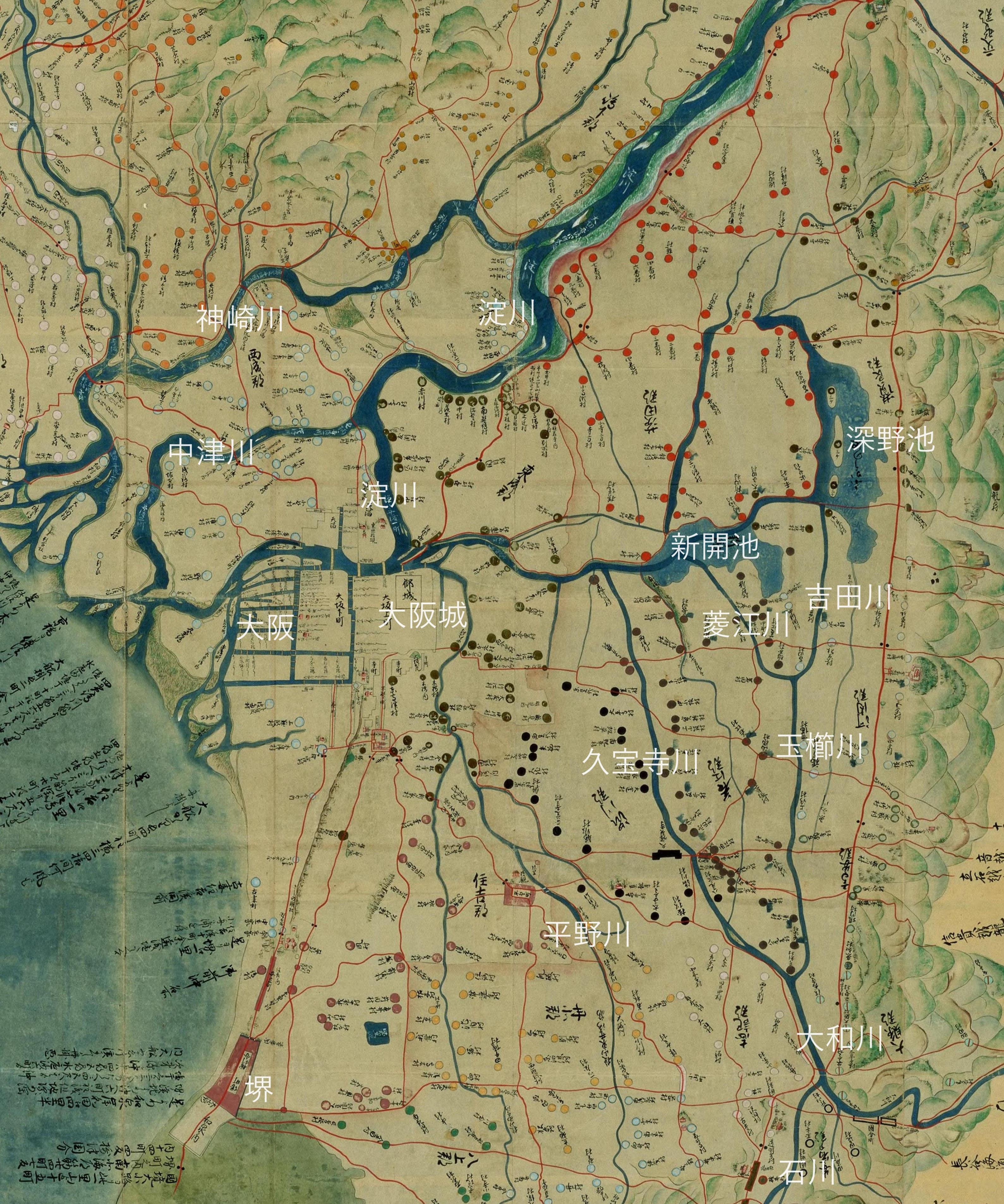
17世紀の摂津河内国絵図

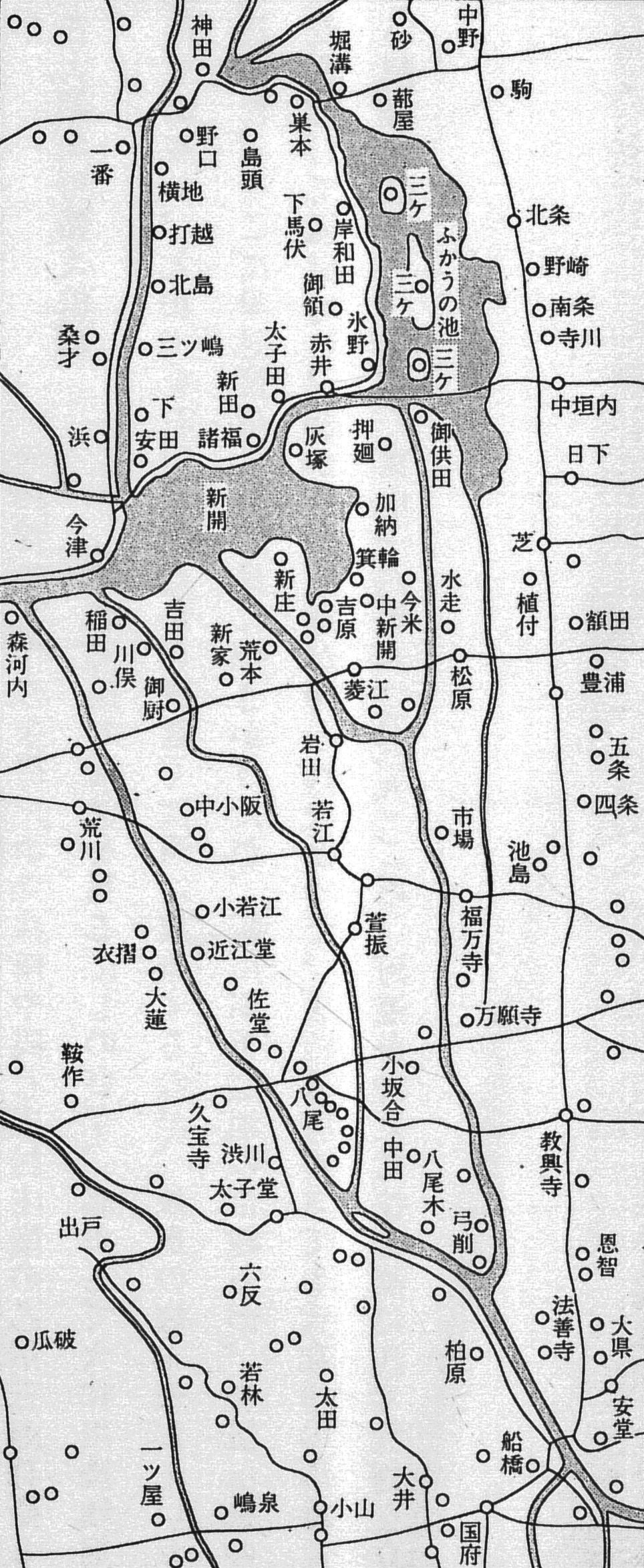
川違え以前の深野池（ふかうの池）と新開池

河内湾と古墳群の位置関係

## 河内湾
紀元前約6000年から前約5000年ごろの縄文海進により海水が河内平野へ進入し、現在の高槻市付近を北限、東大阪市付近を東限として、上町台地と生駒山地の間に河内湾と呼ばれる湾が形成された。
湾の北東岸には淀川が、南岸には大和川が流入し、氾濫原や扇状地性の低地を形成していた。現在の大和川の流路は柏原市上市付近で西流へ転じるが、当時はそのまま北流しており、八尾市二俣で長瀬川と玉串川に分岐し、長瀬川を本流としていた。
『古事記』によると、神武東征で神武天皇は「浪速の渡」（なみはやのわたり）を越えて湾に進入し楯津（古事記編纂時の「日下の蓼津」）に上陸した。比定される現在の東大阪市日下町は生駒山地の西麓であり、当時はほぼ山麓まで海が迫っていたことがうかがえる。

## 淡水化
時代が下るにつれ、次第に上町台地から北方へ砂州が伸びていき、弥生後期から古墳時代に、河内湾口は現在の新大阪・江坂付近をわずかに残してほぼ塞がれ、潟湖の河内湖となった。
淀川と大和川の水によって、河内湖は淡水化した。

## 縮小
河内湖は、淀川・大和川が運ぶ堆積物によってゆっくりと縮小していった。
紀元後も河内湖は残存しており、4世紀から5世紀ごろには草香江（くさかえ）と呼ばれていた。
草香江は淀川・大和川の2つの大河川が流入してくる反面、排水口はかつて湾口だった上町台地から伸びる砂州の北端の1箇所のみであり、しばしば洪水を起こしていた。4世紀後期もしくは5世紀初期の仁徳天皇（オオサザキ大王）は上町台地上の難波に宮殿を置いたが、草香江の水害を解消するため砂州を開削して難波の堀江という排水路を築いた。
その後、河内湖の干拓・開発が急速に進んでいき、湖は湿地へと変わり縮小していく。江戸時代までに河内湖は深野池（大東市周辺）・新開池（東大阪市の鴻池新田周辺）の2つに分かれた部分のみが水域として残り、1704年の大和川付替え後はこれらの水域も大和川と切り離され、周辺は新田として干拓された。

## 参考サイト
- 大阪湾環境データベース